# Victor Rivera
Victor Rivera (San Lorenzo, 25 maggio 1944) è un ex wrestler portoricano.
Tra il 1967 e il 1981 ha stabilito il record di regno per l'NWA Americas Tag Team Championship con ben 12 regni. Ha inoltre militato nella World Wide Wrestling Federation dove ha vinto il titolo di coppia.

## Carriera
Rivera iniziò a praticare wrestling negli anni '60 e vinse il suo primo titolo, il WWA World Tag Team Championship insieme a Pedro Morales.
Nel dicembre 1969 Rivera fece coppia con Tony Marino vincendo al Madison Square Garden il WWWF International Tag Team Championship strappandolo a Professor Tanaka e Mitsu Arakawa. Persero i titoli contro Bepo e Geto Mongol il 15 giugno 1970 in un 2 out of 3 falls match che finì sul risultato di 2 a 1. Il 13 maggio 1975 Rivera vinse anche il WWWF World Tag Team Championship insieme a Dominic DeNucci strappandolo a Jimmy e Johnny Valiant.
Dopo aver lasciato la WWWF, ebbe una faida con Pedro Morales alle Hawaii. Nel 1978 Rivera tornò in WWWF da heel ma per poco tempo. Successivamente, militò nella National Wrestling Alliance dove vinse l'NWA World Tag Team Championship versione di Los Angeles insieme a Enforcer Lusciano.

## Personaggio
Manager
- "Classy" Freddie Blassie

## Titoli e riconoscimenti
National Wrestling Alliance
- NWA World Tag Team Championship (Los Angeles version) (1 - con Enforcer Lusciano)
- NWA Americas Heavyweight Championship (5)
- NWA Americas Tag Team Championship (12 - 1 con Pedro Morales - 1 con Raul Reyes - 1 con Raul Mata - 1 con Porkchop Cash - 1 con Dino Bravo - 1 con Cien Caras - 1 con Terry Sawyer - 1 con Chavo Guerrero - 1 con Texas Red - 2 con Allen Coage - 1 con Salvatore Bellomo)

World Wrestling Association (Los Angeles) 
- WWA World Tag Team Championship (1 - con Pedro Morales)

World Wrestling Federation
- WWWF International Tag Team Championship (1 - con Tony Marino)
- WWWF World Tag Team Championship (1 - con Dominic DeNucci)